# Понизовская волость (Торопецкий уезд)
Понизовская волость — административная единица, существовавшая в Российской империи и РСФСР. Входила в состав Торопецкого уезда Псковской губернии. Упразднена в 1927 году в связи с образованием Торопецкого района. Административным центром волости являлось село (погост, деревня) Понизовье.
Территория, которую занимала волость, в настоящее время относится к Понизовскому сельскому поселению Торопецкого района, а также к Хотилицкому сельскому поселению Андреапольского района.
По данным переписи 1885 года, волость состояла из 65 поселений и 308 дворов. Площадь земель волости оценивалась в 28 662 десятин (313.1 км²), из них пахотной земли 2390 десятин (26.1 км²).
Население Понизовской волости составляло 2257 человек (из них 1069 мужчин и 1188 женщин).